# Caullery (Nord)
Pour les articles homonymes, voir Caullery.
Caullery est une commune française située dans le département du Nord, en région Hauts-de-France.

## Géographie

### Communes limitrophes
|                     | Ligny-en-Cambrésis |       |
| Walincourt-Selvigny | Caullery           |       |
|                     |                    | Clary |

### Hydrographie

#### Réseau hydrographique
La commune est située dans le bassin Artois-Picardie. Elle est drainée par le ruisseau d'Iris,.

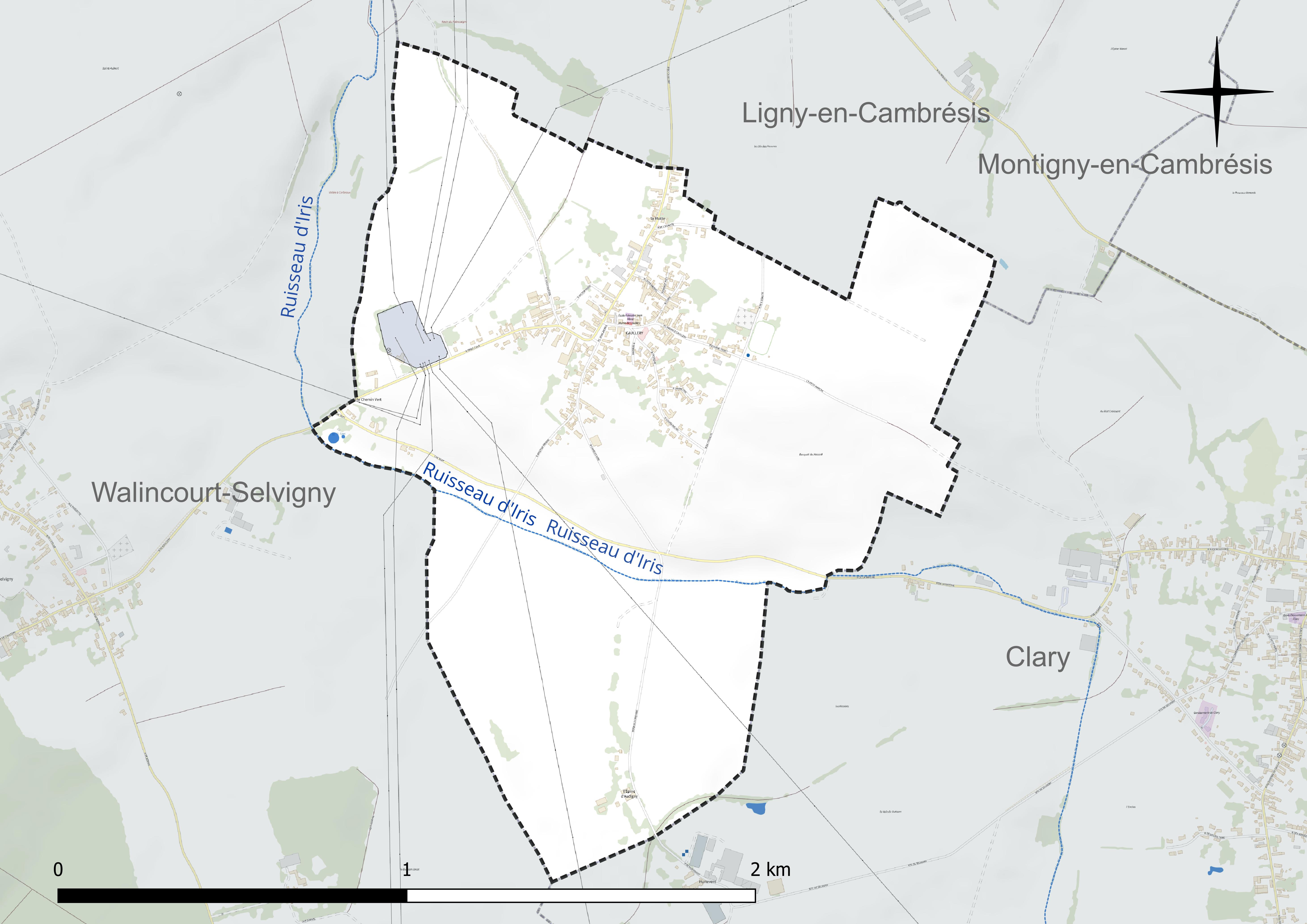
Réseau hydrographique de Caullery.

#### Gestion et qualité des eaux
Le territoire communal est couvert par le schéma d'aménagement et de gestion des eaux (SAGE) « Escaut ». Ce document de planification concerne un territoire de 2 005 km2 de superficie, délimité par le bassin versant de l'Escaut. Le périmètre a été arrêté le 9 juin 2006 et le SAGE proprement dit a été approuvé le 13 juillet 2021. La structure porteuse de l'élaboration et de la mise en œuvre est le syndicat mixte Escaut et Affluents (SyMEA). 
La qualité des cours d'eau peut être consultée sur un site dédié géré par les agences de l'eau et l'Agence française pour la biodiversité. 

### Climat
Pour des articles plus généraux, voir Climat des Hauts-de-France et Climat du Nord.
En 2010, le climat de la commune est de type climat océanique dégradé des plaines du Centre et du Nord, selon une étude du CNRS s'appuyant sur une série de données couvrant la période 1971-2000. En 2020, Météo-France publie une typologie des climats de la France métropolitaine dans laquelle la commune est dans une zone de transition entre le climat océanique et le climat océanique altéré et est dans la région climatique  Nord-est du bassin Parisien, caractérisée par un ensoleillement médiocre, une pluviométrie moyenne régulièrement répartie au cours de l'année et un hiver froid (3 °C). 
Pour la période 1971-2000, la température annuelle moyenne est de 9,8 °C, avec une amplitude thermique annuelle de 14,6 °C. Le cumul annuel moyen de précipitations est de 763 mm, avec 12 jours de précipitations en janvier et 9 jours en juillet. Pour la période 1991-2020, la température moyenne annuelle observée sur la station météorologique la plus proche, située sur la commune d'Épehy à 19 km à vol d'oiseau, est de 10,6 °C et le cumul annuel moyen de précipitations est de 752,8 mm,. Pour l'avenir, les paramètres climatiques de la commune estimés pour 2050 selon différents scénarios d'émission de gaz à effet de serre sont consultables sur un site dédié publié par Météo-France en novembre 2022.

## Urbanisme

### Typologie
Au 1er janvier 2024, Caullery est catégorisée ceinture urbaine, selon la nouvelle grille communale de densité à sept niveaux définie par l'Insee en 2022.
Elle est située hors unité urbaine. Par ailleurs la commune fait partie de l'aire d'attraction de Caudry, dont elle est une commune de la couronne,. Cette aire, qui regroupe 17 communes, est catégorisée dans les aires de moins de 50 000 habitants,.

### Occupation des sols
L'occupation des sols de la commune, telle qu'elle ressort de la base de données européenne d'occupation biophysique des sols Corine Land Cover (CLC), est marquée par l'importance des territoires agricoles (85,5 % en 2018), une proportion identique à celle de 1990 (85,5 %). La répartition détaillée en 2018 est la suivante : 
terres arables (71,7 %), zones urbanisées (14,5 %), prairies (13,7 %). L'évolution de l'occupation des sols de la commune et de ses infrastructures peut être observée sur les différentes représentations cartographiques du territoire : la carte de Cassini (XVIIIe siècle), la carte d'état-major (1820-1866) et les cartes ou photos aériennes de l'IGN pour la période actuelle (1950 à aujourd'hui).

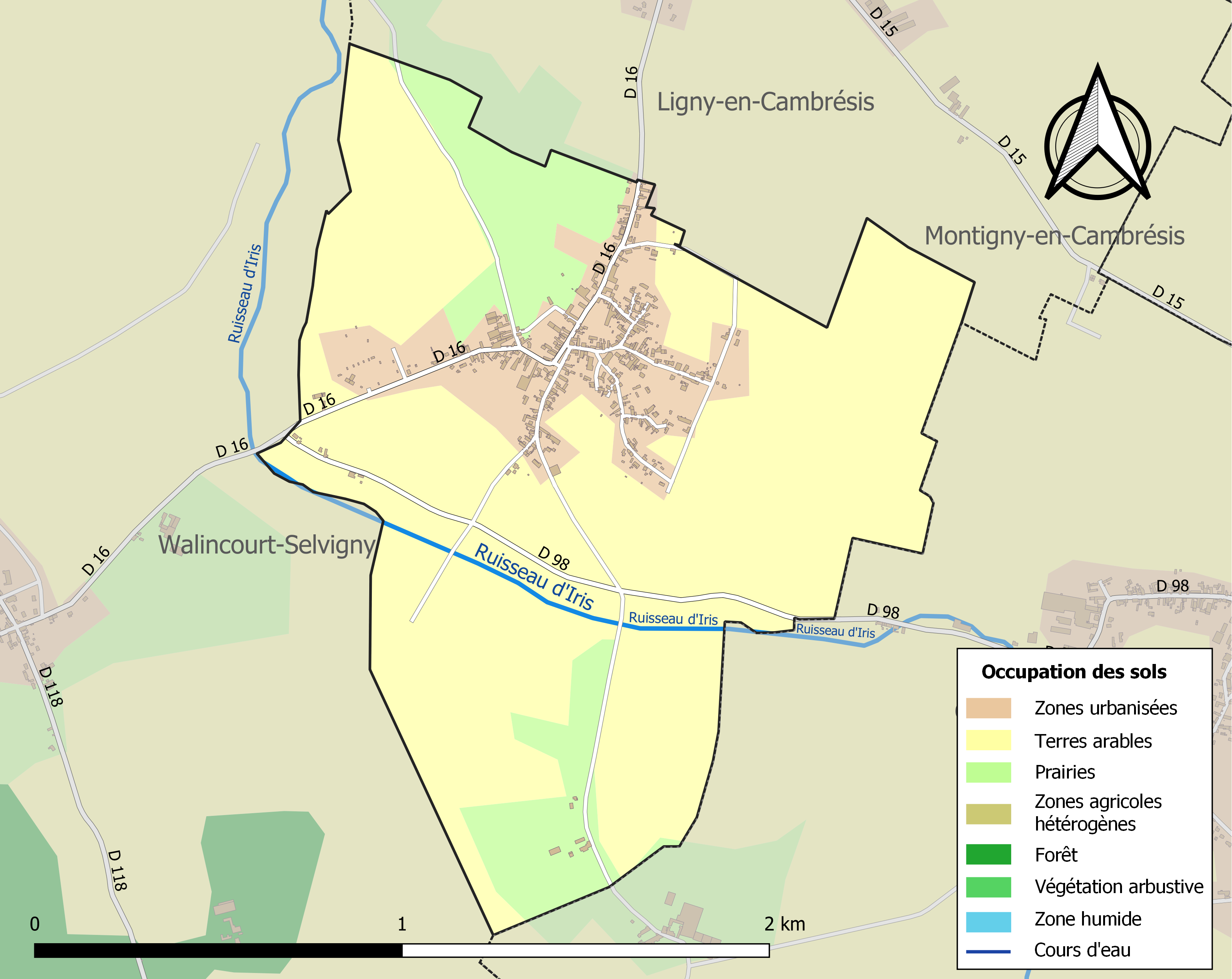
Carte des infrastructures et de l'occupation des sols de la commune en 2018 (CLC).

## Toponymie
Du latin caulis (« chou ») → voir Cholet (Maine-et-Loire) et Caulières (Somme).

## Histoire
Une monographie de Caullery a été produite en 1962 par le regretté chanoine Thelliez, enfant du pays.
Ce document édité par R. Trémon Directeur d'École Publique à Caullery, est aujourd'hui épuisé.
Vous pouvez en trouver une retranscription sur ce site "Histoire et Généalogies Caullerésiennes"
Image sur ce site

## Héraldique
|  | Les armes de Caullery se blasonnent ainsi :"De gueules à trois écussons d'argent, chargés chacun d'un lion de sable." |

## Politique et administration
Maire de 1802 à 1808 : Bourlet,.
| Période                                  | Période  | Identité                                         | Étiquette | Qualité |
| ---------------------------------------- | -------- | ------------------------------------------------ | --------- | ------- |
| mars 2001                                | En cours | Alain Goetgheluck Réélu pour le mandat 2020-2026 |           |         |
| Les données manquantes sont à compléter. |          |                                                  |           |         |

## Population et société

### Démographie

#### Évolution démographique
L'évolution du nombre d'habitants est connue à travers les recensements de la population effectués dans la commune depuis 1793. Pour les communes de moins de 10 000 habitants, une enquête de recensement portant sur toute la population est réalisée tous les cinq ans, les populations de référence des années intermédiaires étant quant à elles estimées par interpolation ou extrapolation. Pour la commune, le premier recensement exhaustif entrant dans le cadre du nouveau dispositif a été réalisé en 2007.

En 2022, la commune comptait 464 habitants, en évolution de +3,57 % par rapport à 2016 (Nord : +0,51 %, France hors Mayotte : +2,11 %).
| 1793 | 1800 | 1806 | 1821 | 1831 | 1836 | 1841 | 1846 | 1851 |
| ---- | ---- | ---- | ---- | ---- | ---- | ---- | ---- | ---- |
| 445  | 448  | 522  | 532  | 595  | 626  | 717  | 729  | 735  |

| 1856 | 1861 | 1866 | 1872 | 1876 | 1881 | 1886 | 1891 | 1896 |
| ---- | ---- | ---- | ---- | ---- | ---- | ---- | ---- | ---- |
| 754  | 890  | 878  | 900  | 930  | 926  | 913  | 916  | 878  |

| 1901 | 1906 | 1911 | 1921 | 1926 | 1931 | 1936 | 1946 | 1954 |
| ---- | ---- | ---- | ---- | ---- | ---- | ---- | ---- | ---- |
| 852  | 817  | 767  | 720  | 687  | 674  | 645  | 588  | 556  |

| 1962 | 1968 | 1975 | 1982 | 1990 | 1999 | 2006 | 2007 | 2012 |
| ---- | ---- | ---- | ---- | ---- | ---- | ---- | ---- | ---- |
| 577  | 534  | 534  | 489  | 436  | 448  | 473  | 475  | 441  |

| 2017 | 2022 | - | - | - | - | - | - | - |
| ---- | ---- | - | - | - | - | - | - | - |
| 454  | 464  | - | - | - | - | - | - | - |

#### Pyramide des âges
La population de la commune est relativement jeune.
En 2018, le taux de personnes d'un âge inférieur à 30 ans s'élève à 38,8 %, soit en dessous de la moyenne départementale (39,5 %). À l'inverse, le taux de personnes d'âge supérieur à 60 ans est de 25,1 % la même année, alors qu'il est de 22,5 % au niveau départemental.
En 2018, la commune comptait 217 hommes pour 235 femmes, soit un taux de 51,99 % de femmes, légèrement supérieur au taux départemental (51,77 %).
Les pyramides des âges de la commune et du département s'établissent comme suit.
| Hommes | Classe d’âge | Femmes |
| ------ | ------------ | ------ |
| 0,5    | 90 ou +      | 1,7    |
| 4,6    | 75-89 ans    | 14,1   |
| 16,6   | 60-74 ans    | 12,4   |
| 18,9   | 45-59 ans    | 18,3   |
| 18,8   | 30-44 ans    | 16,5   |
| 16,5   | 15-29 ans    | 17,3   |
| 24,1   | 0-14 ans     | 19,8   |

| Hommes | Classe d’âge | Femmes |
| ------ | ------------ | ------ |
| 0,5    | 90 ou +      | 1,4    |
| 5,3    | 75-89 ans    | 8,1    |
| 14,8   | 60-74 ans    | 16,2   |
| 19,1   | 45-59 ans    | 18,4   |
| 19,5   | 30-44 ans    | 18,7   |
| 20,7   | 15-29 ans    | 19,1   |
| 20,2   | 0-14 ans     | 18     |

## Lieux et monuments
- Ancien temple[23].

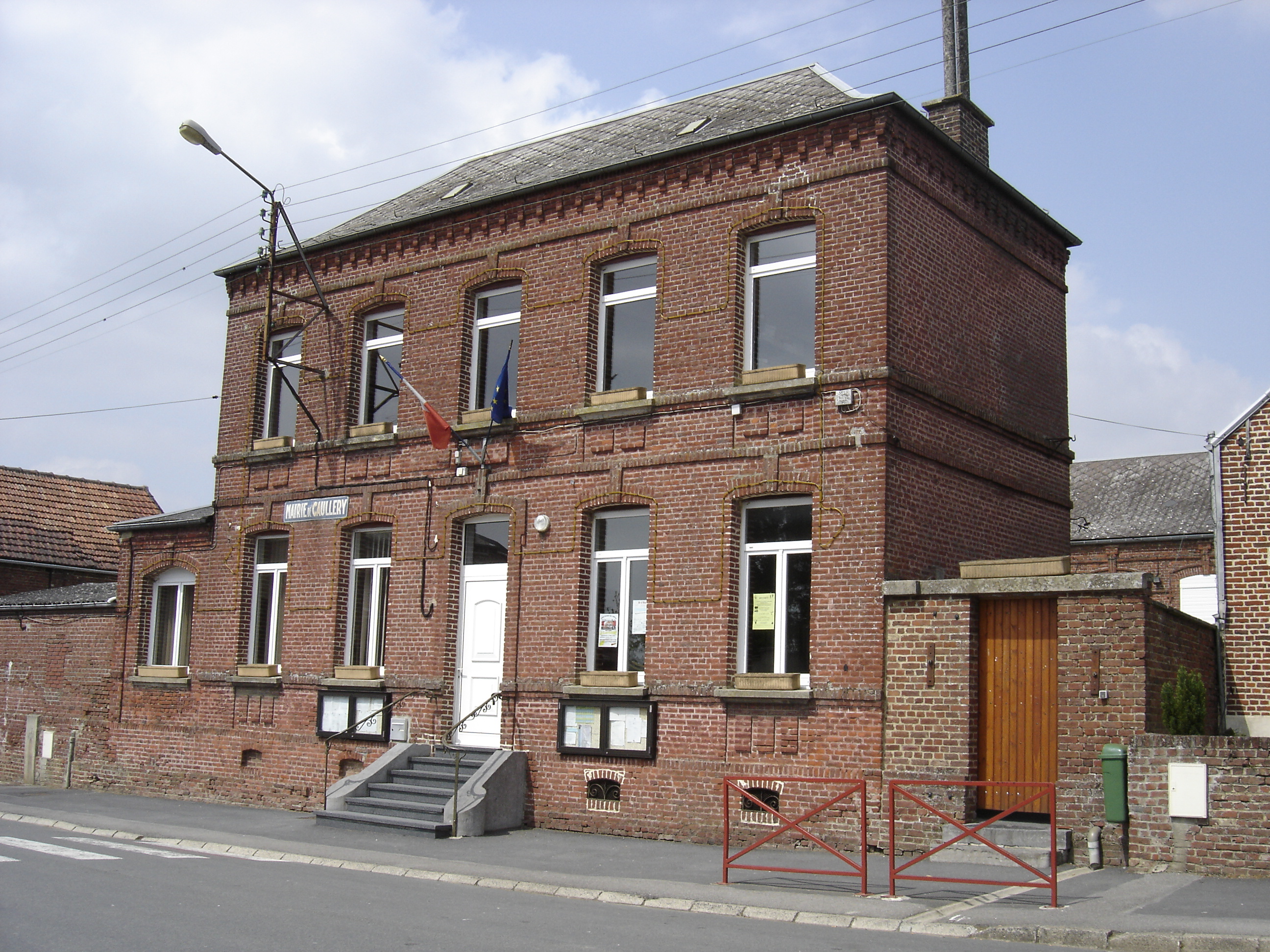
Mairie.
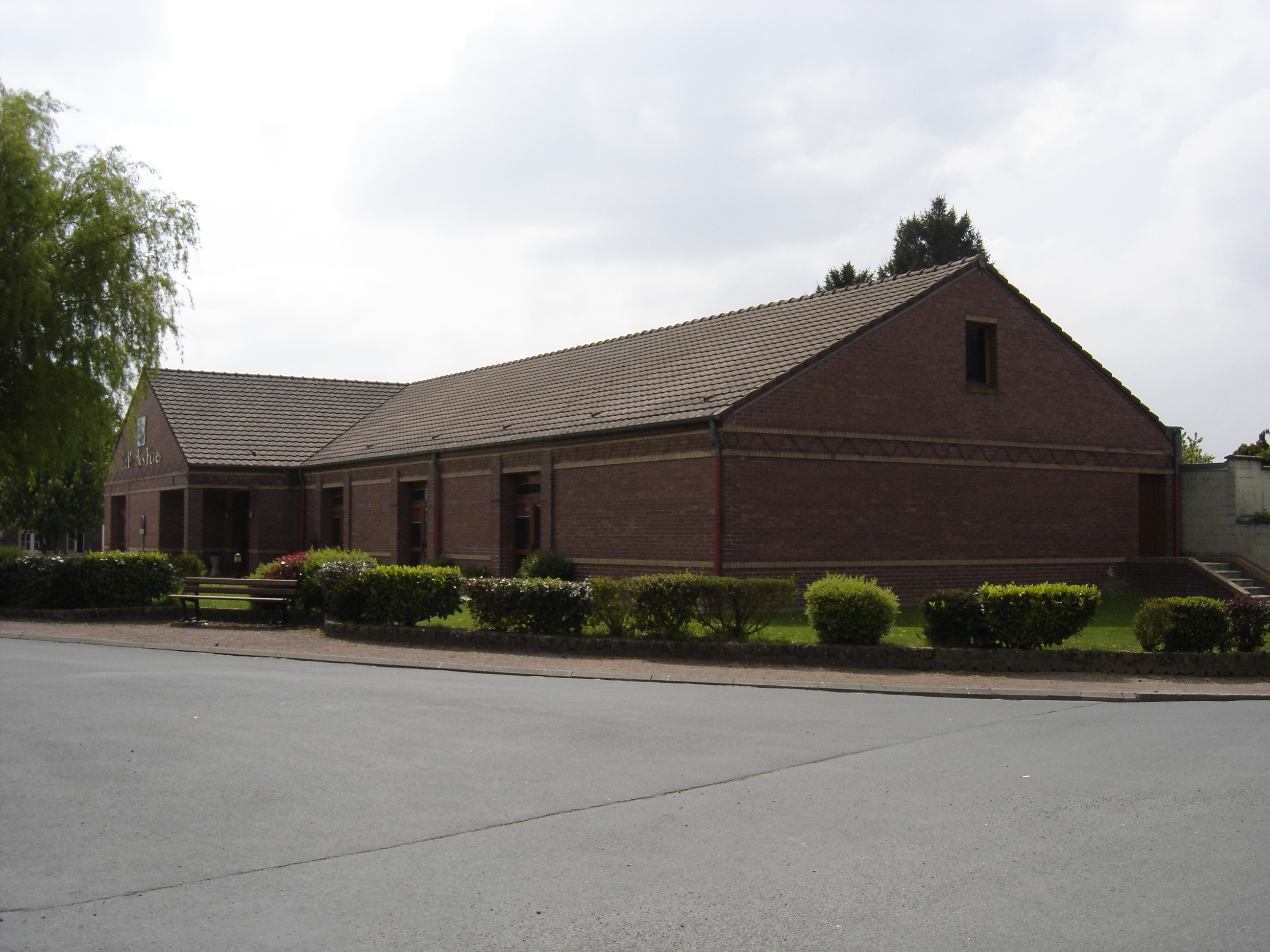
Salle des Fêtes.
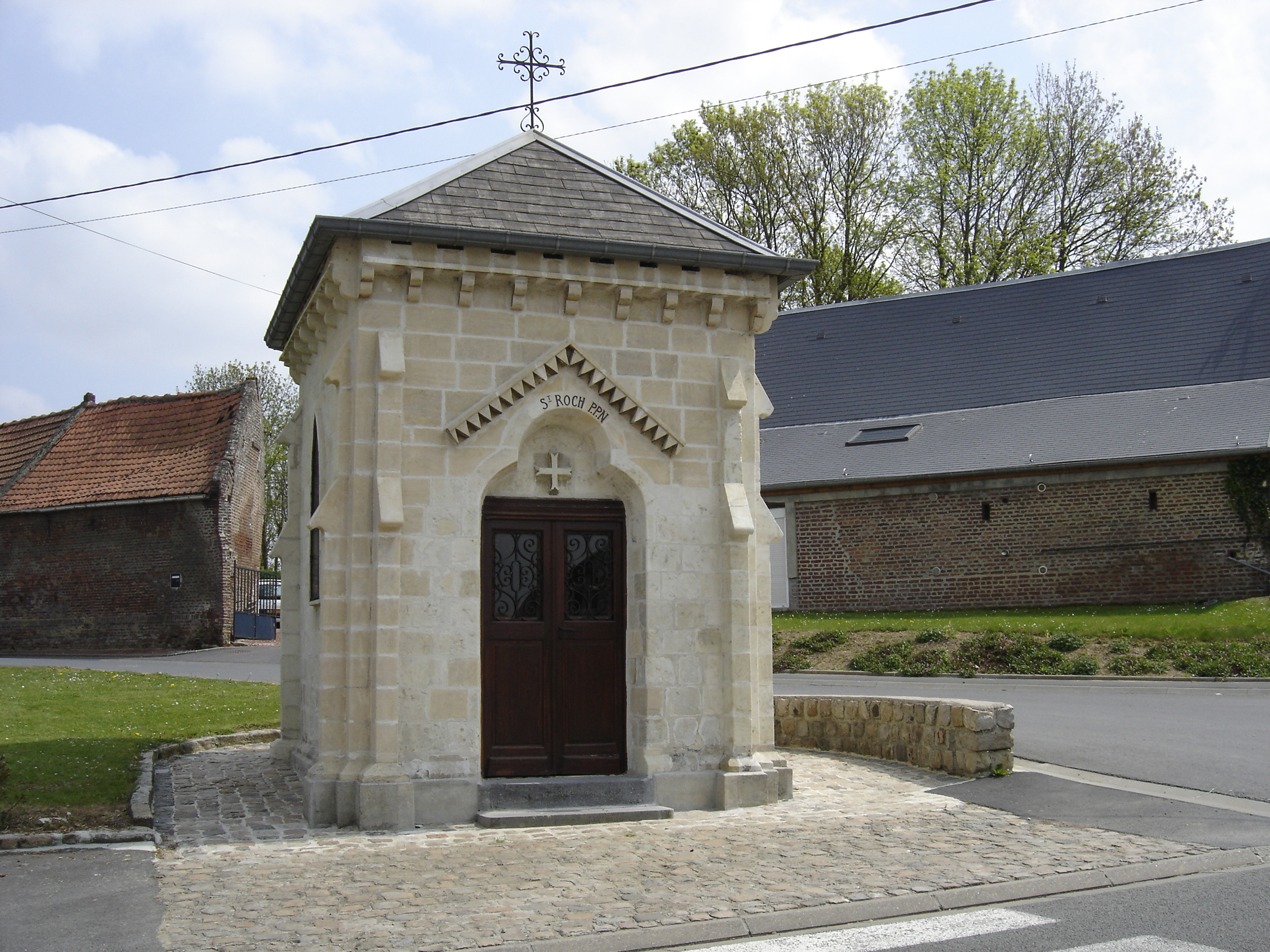
Chapelle Saint-Roch.
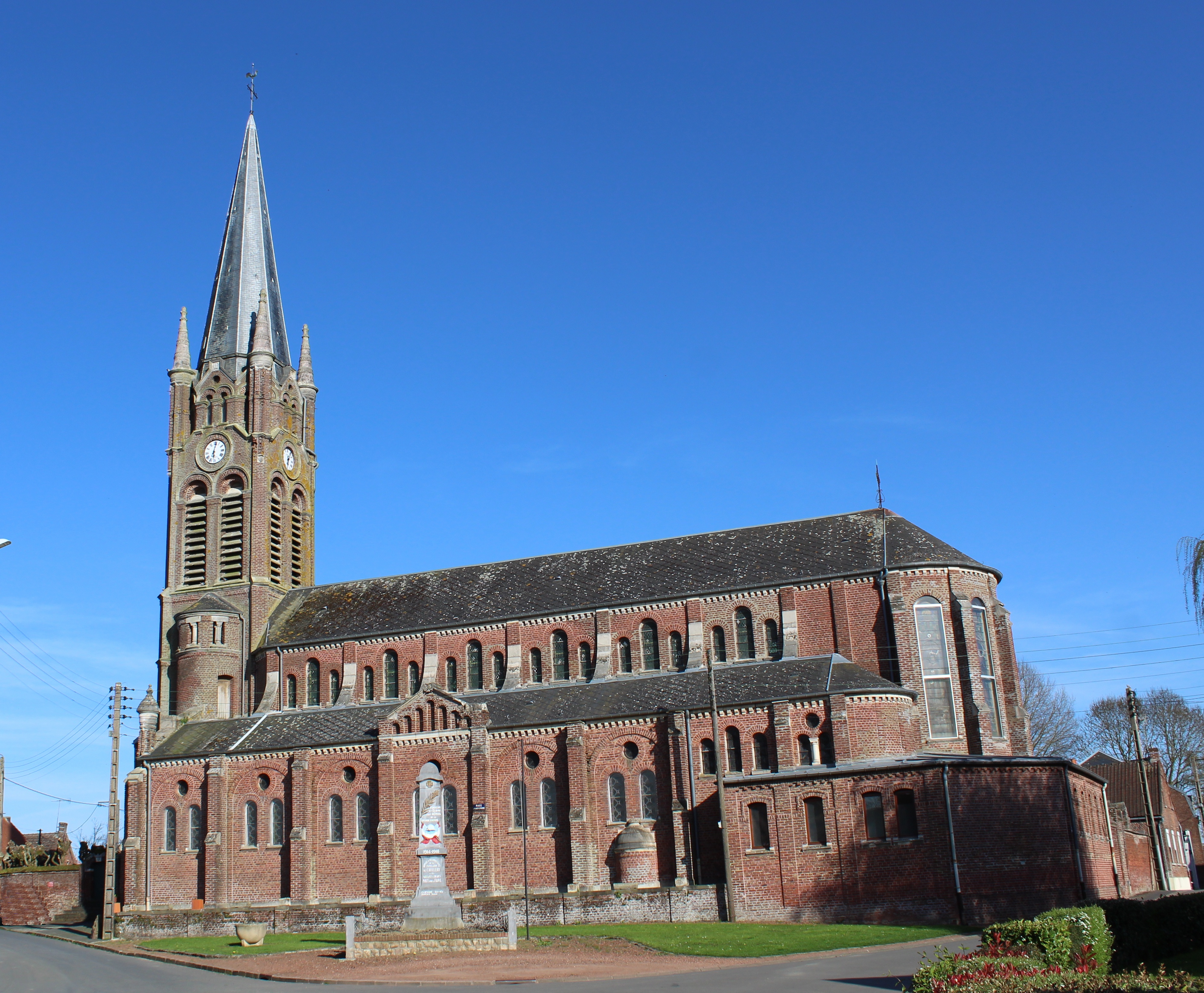
L'église
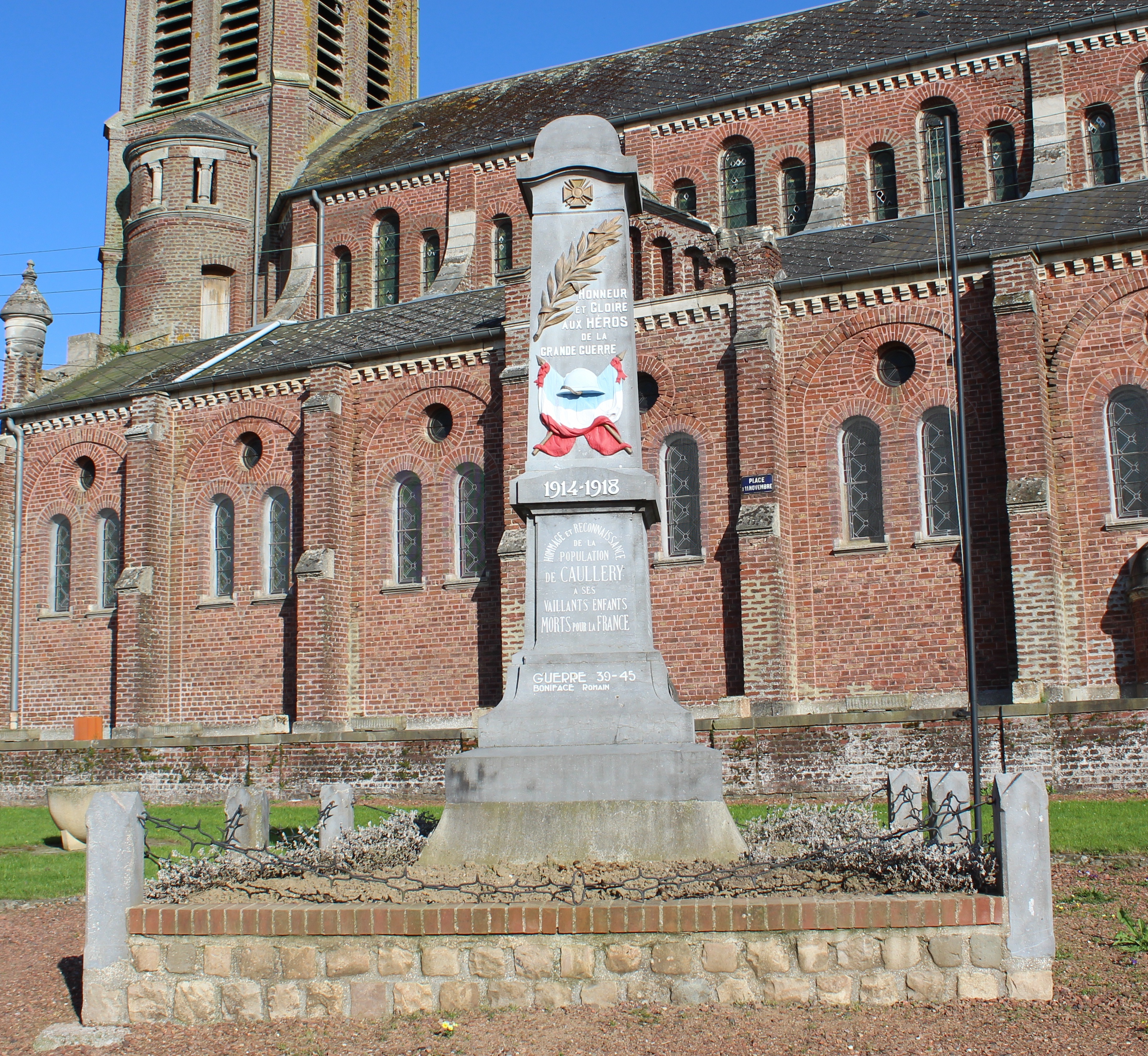
Le Monument aux Morts

## Personnalités liées à la commune
- Étienne Mairesse (1846-1903), journaliste, est natif de cette commune.

## Pour approfondir